# Condado de Oregon
O Condado de Oregon é um dos 114 condados do estado americano de Missouri. A sede do condado é Alton, e sua maior cidade é Alton. O condado possui uma área de 2 050 km² (dos quais 0 km² estão cobertos por água), uma população de 10 344 habitantes, e uma densidade populacional de 5 hab/km² (segundo o censo nacional de 2000). O condado foi fundado em 1845.